# Mississippi Delta

Kaart van de Mississippi Delta

De Mississippi Delta is een moerasgebied in het noordwesten van de Amerikaanse staat Mississippi. Dit gebied moet niet verward worden met de Mississippi River Delta in Louisiana, want dat is de plek waar de Mississippi in zee stroomt.
De Mississippi Delta ligt aan de oostkant van de rivier de Mississippi en begint iets ten zuiden van de stad Memphis (Tennessee). Aan de andere kant wordt het gebied voor het grootste deel begrensd door de rivier de Yazoo. Driehonderd kilometer zuidelijker komen beide rivieren bij elkaar.
Het gebied heeft een oppervlakte van 11.000 vierkante kilometer, wat ongeveer gelijk staat aan twee derde van België of twee vijfde van Nederland.

## Cultuur
De Mississippi Delta wordt wel de The Most Southern Place on Earth genoemd omdat het qua landschap, cultuur en geschiedenis de sfeer van het echte zuiden van de Verenigde Staten uitstraalt. 
De Delta heeft een belangrijke rol gespeeld in de ontwikkeling van de blues en de rock-'n-roll. Ook is hier het subgenre Delta blues ontstaan. 